# Aegocera anthina
Aegocera anthina är en fjärilsart som beskrevs av Jordan 1926. Aegocera anthina ingår i släktet Aegocera och familjen nattflyn. Inga underarter finns listade i Catalogue of Life.